# Bulbophyllum didymotropis
Bulbophyllum didymotropis là một loài phong lan thuộc chi Bulbophyllum.